# Treidelbrunnen

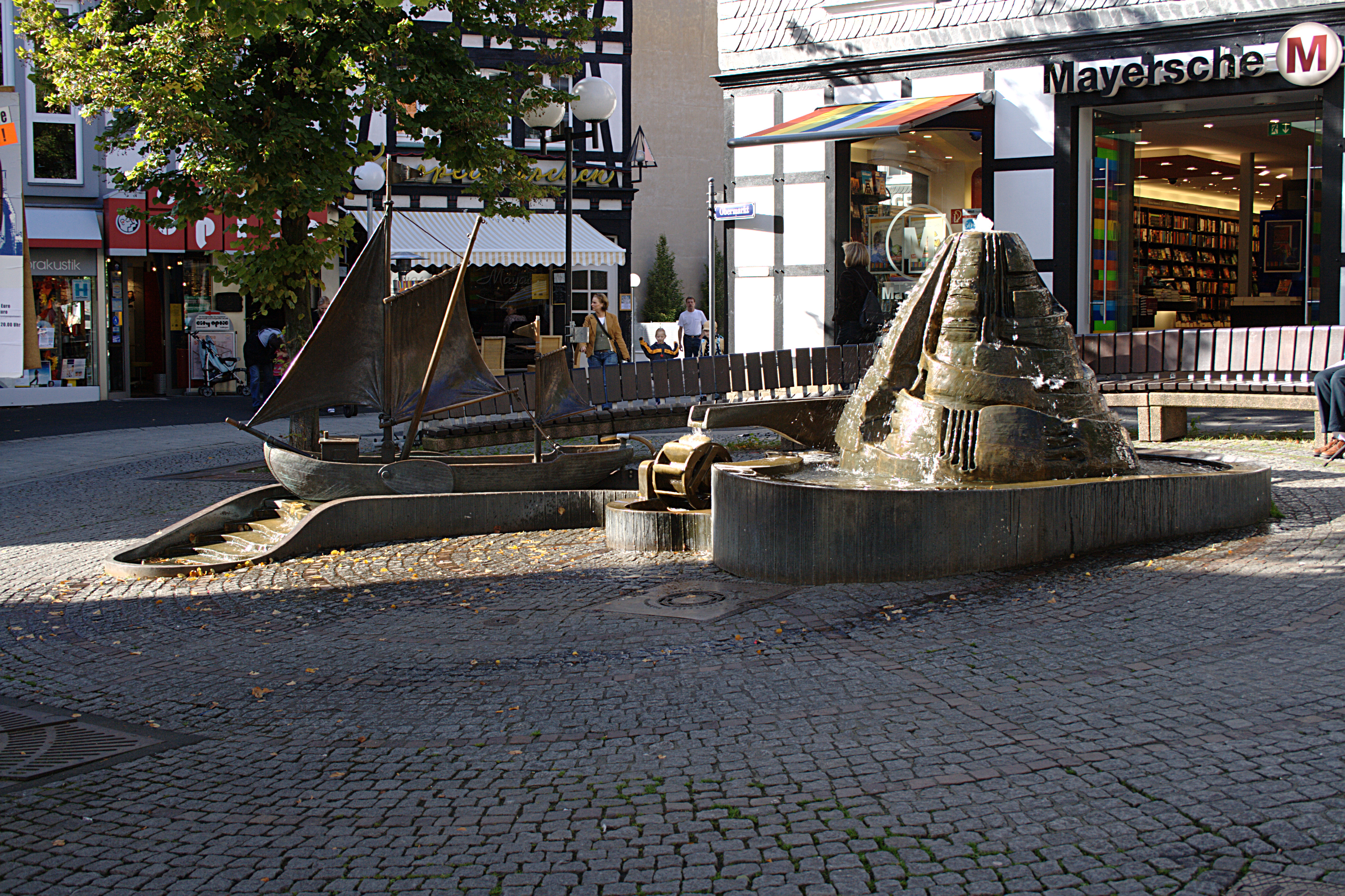
Treidelbrunnen auf dem Obermarkt

Der Treidelbrunnen ist ein Brunnen auf dem Obermarkt in Hattingen. Das Kunstwerk im öffentlichen Raum von Bonifatius Stirnberg stammt aus dem Jahre 1988. Es erinnert an die Bedeutung der Ruhr für den Kohletransport, als auf Ruhraaken die  Ruhrschifffahrt betrieben wurde. Zuvor befand sich hier aus den 1960er Jahren eine Sitzgruppe aus Beton, die scherzweise Affenfelsen genannt wurde.